# Tossapol Himmapan
Tossapol Himmapan (tiếng Thái: ทศพล หิมพานต์), sinh ngày 15 tháng 4 năm 1965, là một ca sĩ, nhạc sĩ người Thái Lan.

## Tiểu sử
Ông có tên khai sinh "Somboon Joonmusik" Ông sinh ngày 15 tháng 4 năm 1965 tại tỉnh Kampaeng Phet.

## Danh sách đĩa nhạc

### Album
- 1995 - Ah Lai Mary (อาลัยเมรี)
- 2000 - Nak Sang Seeka (นาคสั่งสีกา)
- Lae Si Kasat Dien Dong (แหล่สี่กษัตริย์เดินดง)